# 김영배 (1932년)
김영배(金令培, 1932년 12월 23일 ~ 2013년 4월 27일)는 대한민국의 언론인 출신 정치인이다. 본관은 김해이고 충청남도 논산 출신이다. 제15대 국회 전반기 국회부의장을 역임하였다.

## 학력
- 영등포고등공업학교 졸업

### 비학위 수료
- 고려대학교 경영대학원 최고경영자과정 수료
- 연세대학교 행정대학원 행정정책과정 수료

### 명예 박사 학위
- 한양대학교 명예 정치학 박사
- 우석대학교 명예 행정학 박사

## 경력
- 연합신문 기자
- 대한체육회 강사
- 신민당 서울특별시 지부 부위원장
- 신민당 정책연구실장
- 신민당 원내부총무
- 민주화추진협의회 운영위원
- 신한민주당 정무위원
- 신한민주당 당기위원장
- 신한민주당 훈련원장
- 통일민주당 사무총장
- 평화민주당 사무총장
- 제13대 국회 전반기 노동위원회 위원장
- 평화민주당 원내총무
- 신민주연합당 원내총무
- 민주당 최고위원
- 새정치국민회의 부총재
- 새정치국민회의 정치개혁특별위원회 위원장
- 새정치국민회의 개혁추진위원장
- 제15대 국회 전반기 국회부의장
- 새정치국민회의 총재권한대행
- 새정치국민회의 상임고문
- 새천년민주당 상임고문
- 일석장학재단 이사장

## 역대 선거 결과
|  | 22.49% |

|  | 50.44% |

|  | 35.14% |

|  | 43.37% |

|  | 38.60% |

|  | 48.10% |

## 소속 정당
| 소속 정당 | 소속 정당      | 소속 기간 | 비고                |
| --------- | -------------- | --------- | ------------------- |
|           | 신민당         | 1968~1969 | 정계 입문           |
|           | 무소속         | 1969      | 자진 정당 해산      |
|           | 신민당         | 1969~1980 | 정당 재등록         |
|           | 무소속         | 1980~1985 | 정당 해산           |
|           | 신한민주당     | 1985~1987 | 창당                |
|           | 무소속         | 1987      | 탈당                |
|           | 통일민주당     | 1987      | 창당                |
|           | 무소속         | 1987      | 탈당                |
|           | 평화민주당     | 1987~1991 | 창당                |
|           | 신민주연합당   | 1991      | 당명 변경           |
|           | 민주당         | 1991~1995 | 합당                |
|           | 무소속         | 1995      | 탈당                |
|           | 새정치국민회의 | 1995~2000 | 창당                |
|           | 새천년민주당   | 2000~2003 | 합당                |
|           | 무소속         | 2003~2013 | 탈당 정계 은퇴 사망 |

## 같이 보기
- 강서구 (서울 선거구)
- 서울 강서구의 국회의원
- 양천구 을
- 서울 양천구의 국회의원
- 대한민국의 국회부의장